# 普羅瑟 (華盛頓州)
普羅瑟（英語：Prosser）位於美國華盛頓州本頓縣，也是該縣的縣治，位於亞基馬河岸邊。2010年美國人口普查時人口為5,714人。

## 外部連結
- （英文） 普羅瑟商會 （页面存档备份，存于）
- （英文） 雅基馬谷觀光會議事務局 （页面存档备份，存于）
- 中的“普羅瑟 (華盛頓州)”
- （英文） 普羅瑟文化遺產